# Europaroute (D3)
Die D-Route 3 (Europaroute) verläuft auf 1020 km als Radfernweg von der niederländischen Grenze bei Vreden-Zwillbrock bis nach Küstrin-Kietz an der polnischen Grenze.
Die D-Route 3 ist der deutsche Abschnitt des Europaradweges R1 und der EuroVelo Route 'Hauptstadt-Route' (EV2).

## Streckenführung

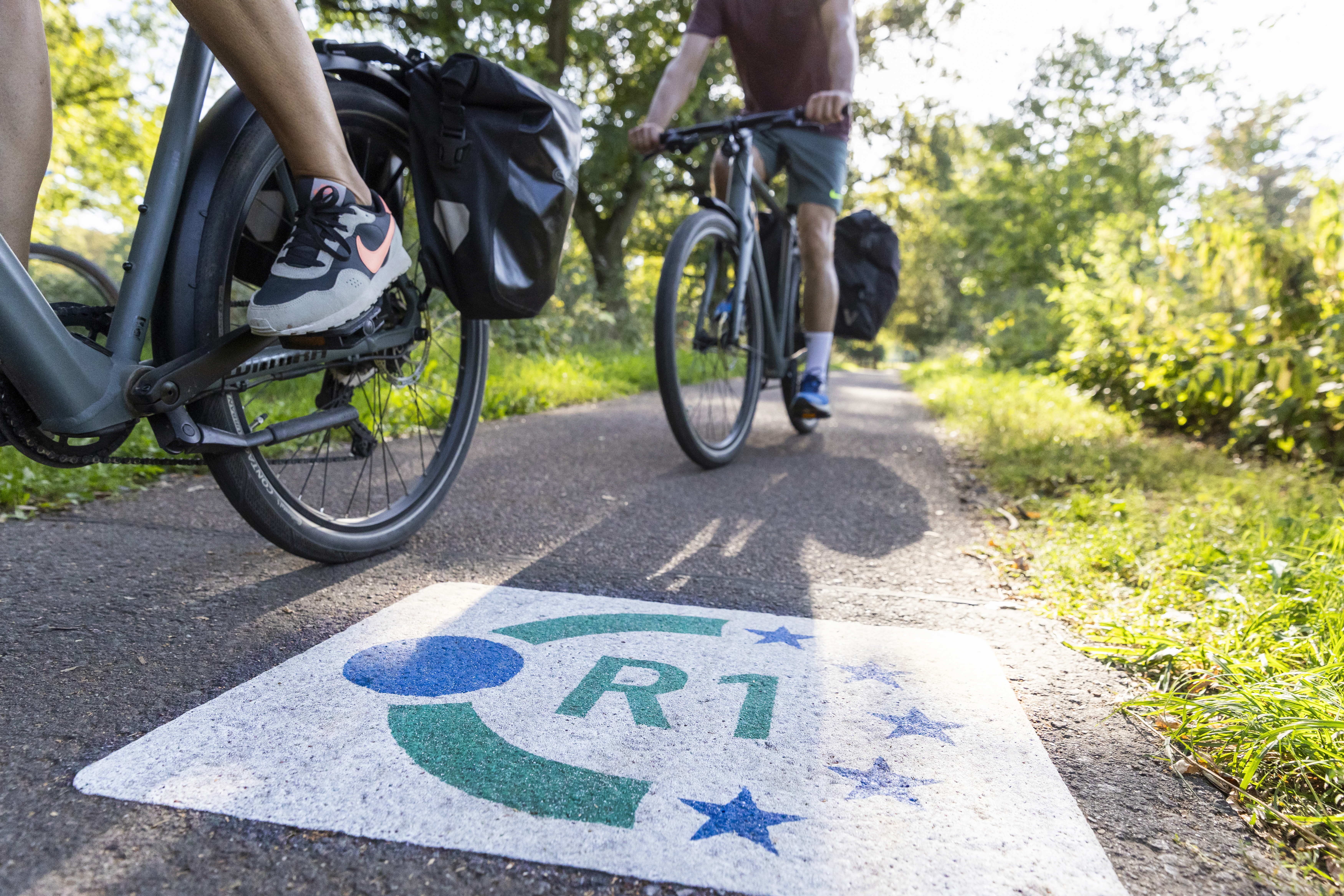
Durch eine übersichtliche Wegemarkierung ist die D-Route 3 ein beliebter Fernradweg geworden.

Die Route führt abwechslungsreich durch unterschiedlichste Landschaftsformen und ein reiches Kulturangebot in Nordrhein-Westfalen, Niedersachsen, Sachsen-Anhalt, Berlin und Brandenburg. Beginnend an der deutsch-niederländischen Grenze geht es vom Münsterland zum Teutoburger Wald, durch das Weserbergland und den Solling bis zum nördlichen Rand des Harzes. Von dort führt die Strecke weiter durch die Magdeburger Börde zur Elbe mit den UNESCO-Welterbestätten in Dessau-Roßlau und Lutherstadt Wittenberg und dem Biosphärenreservat Mittelelbe. Nach den Hügeln des Fläming werden Potsdam und Berlin erreicht. Östlich davon geht es durch die weiten Landschaften der Märkischen Schweiz und des Oderbruchs bis zur polnischen Grenze bei Küstrin-Kietz. Insgesamt lassen sich unterwegs 21 Landkreise und rund 100 Kommunen kennen lernen.
Die Streckenführung verläuft über naturnahe Trassen, die abgesehen von touristisch interessanten Orten und in Städten wenig vom Kfz-Verkehr belastet sind. Die Route ist deshalb bestens geeignet um zu zeigen, dass Geschichts- und Kulturerleben sich hervorragend mit der Aktivität Radfahren verbinden lassen und den ganz besonderen Reiz eines Radurlaubs zu illustrieren. Mit ihrer repräsentativen und transeuropäischen Bedeutung durch die Anbindung an West- und Osteuropa ist die Route außerdem ein Symbol auch für die touristische Einigung des Kontinents und die räumlichen Möglichkeiten des Fernstrecken-Radelns.
Bei der Führung wurde weitgehend darauf geachtet, dass auch für ungeübte Radfahrer und Familien die Strecke auf einer attraktiven Route zu bewältigen ist. Im Harz, zwischen Langelsheim und Ermsleben, sind einige starke Steigungen zu bewältigen.

## Kulturgeschichten
Um eine Orientierung auf den über 1000 km Radfernweg zu geben, wurde die Strecke in sechs größere Abschnitte unterteilt, die als „Kulturgeschichten“ jeweils unterschiedliche Themenschwerpunkte beleuchten. Die „Kulturgeschichten“ kombinieren thematisch zueinander passende, aufeinanderfolgende Etappen und sind als 2–3 Tagestouren radelbar. Sie führen vorbei an regionalen Kulturhighlights und historischen Schauplätzen, die europäische Geschichte lebendig werden lassen.

### Kulturgeschichte 1: Schlösser, Burgen, Landidylle
Unter dem Titel „Schlösser, Burgen, Landidylle“ verläuft diese Etappe vom Zwillbrocker Venn bis nach Münster. Mitten durch die Münsterländer Parklandschaft setzt diese Etappe einen Schwerpunkt auf die historischen Highlights des Münsterlands.

### Kulturgeschichte 2: Historische Städte erleben
Die Etappe „Historische Städte erleben“ verläuft von Münster bis Detmold. Wie der Titel verrät legt diese Etappe einen Fokus auf die historischen Stadtkerne z. B. der Städte Münster, Telgte, Warendorf, Rietberg und Rheda-Wiedenbrück.

### Kulturgeschichte 3: Deutschlands kulturelle Mitte
Von Detmold bis Goslar verläuft die dritte Kulturgeschichte unter dem Titel „kulturelle Mitte“. Entlang der Höhenzüge des geschichtsträchtigen Teutoburger Waldes über die Lipper Region, führt die Strecke durch das „Land des Hermann“.

### Kulturgeschichte 4: Prominente Parks & Gärten
Unter dem Titel „Prominente Parks & Gärten“ verläuft diese Etappe von Goslar bis ins Gartenreich Dessau-Wörlitz. Parks & Gärten prägen seit Jahrhunderten das Bild Europas. Über 15 malerische Anlagen bilden den Verbund ‚Gartenträume‘, hinzu kommen zahlreiche andere Parks und Gärten auf diesem Teil der Strecke.

### Kulturgeschichte 5: UNESCO-Welterbe er-fahren
Von Dessau bis Potsdam führt die fünfte Kulturgeschichte „UNESCO-Welterbe er-fahren“. Zusammen mit dem Biosphärenreservat Mittelelbe bilden die Luthergedenkstätten in Wittenberg, die Bauhausbauten in Dessau und das Gartenreich Dessau-Wörlitz das UNESCO-Welterbedreieck Luther – Bauhaus – Gartenreich – Elbe – das Herzstück der Welterberegion Anhalt-Dessau-Wittenberg.

### Kulturgeschichte 6: Welt-Metropole & lebendige Landkultur
Quer durch die Weltmetropole Berlin verläuft die sechste Kulturgeschichte „Welt-Metropole & lebendige Landkultur“ von Potsdam bis Küstrin.

## Beschilderung

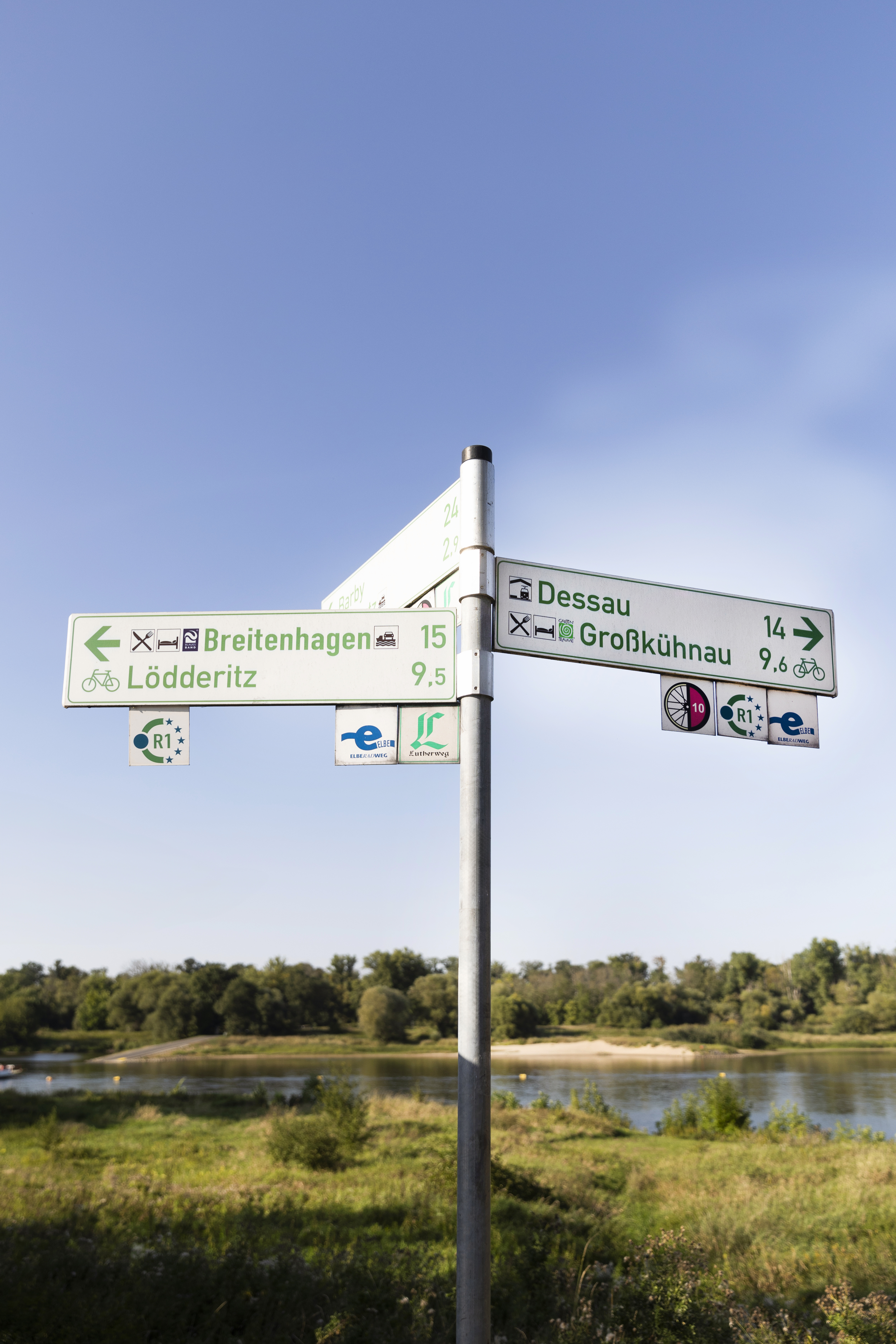
Beschilderung im Biosphärenreservat Mittelelbe bei Aken

Die D-Route 3 ist mit dem D-Netz-Symbol und der Ziffer „3“ beschildert. In Nordrhein-Westfalen bei Detmold wird für einen Teilabschnitt nur das Symbol des Europaradweges R1 verwendet. Seit 2024 tritt das Radnetz und damit auch die D-Routen im neuen Design auf. Das neue Logo der D-Route 3 wird bei Neu-Beschilderung, Instandhaltung von Wegweisern oder für radtouristische Begleitinfrastruktur genutzt.

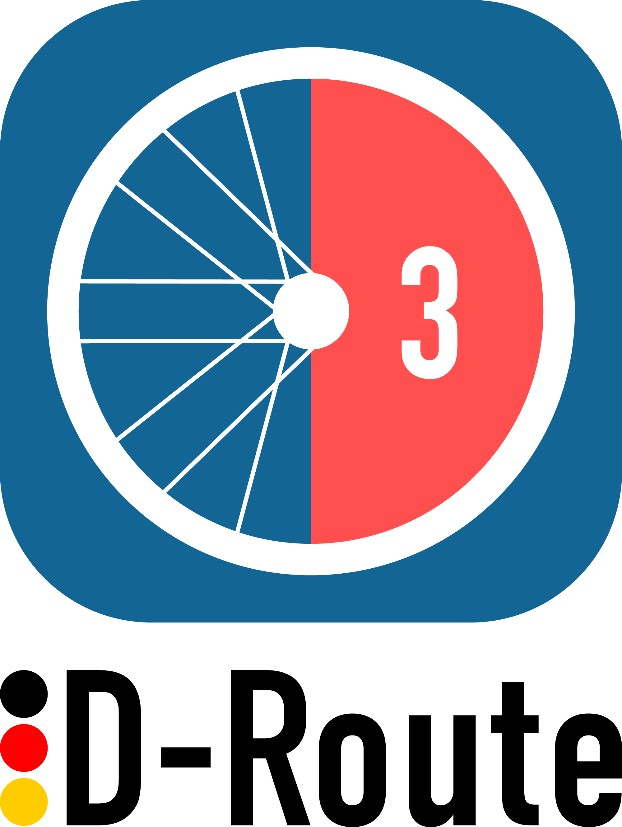
Das neue Logo der D-Route 3

## Ausbau
Grundsätzlich wird der Radweg über Strecken geführt, die wenig mit KFZ-Verkehr belastet sind. Außer in den vielen Passagen durch touristisch interessante Orte, verläuft die Route meist durch die Natur und abseits der Straßen. In vielen Regionen sind die Wege bereits sehr gut ausgebaut. Teilweise sind die Fahrbahnflächen aber noch unbefestigt.

## Förderungen
Das von 2022 bis 2024 laufende Förderprojekt „D3-R1-Attraktiv“ hat die touristische Attraktivierung der Europaroute zum Ziel. Das Vorhaben D3-R1-Attraktiv wird im Förderprogramm „Ausbau und Erweiterung des Radnetzes Deutschland“ des Bundesministerium für Digitales und Verkehr (BMDV) gefördert, koordiniert durch die Geschäftsstelle Radnetz Deutschland beim Bundesamt für Logistik und Mobilität (BALM).